# Brown Sugar (альбом Ди Энджело)
Brown Sugar — дебютный студийный альбом американского R&B и неосоул-исполнителя Ди Энджело. Он был выпущен 3 июля 1995 года на лейбле EMI Records. Альбом был записан в 1994 и 1995 годах на сессиях в Battery Studios и RPM Studios в Нью-Йорке и в Pookie Lab в Сакраменто. Продюсированием, инструментарием, аранжировками и написанием песен занимался в основном Ди Энджело, который использовал как винтажное звукозаписывающее оборудование, так и современные электронные устройства. Песни содержат искренние тексты о любви и романтике, написанные на фоне слияния современного R&B и традиционной музыки соул с элементами фанка, тихой бури и хип-хопа.
Brown Sugar дебютировал на шестом месте в чарте лучших R&B-альбомов США Billboard Top R&B/Hip-Hop Albums, с продажами 300 000 копий за первые два месяца. Благодаря четырём синглам альбом провёл 65 недель в чарте Billboard 200 и получил платиновую сертификацию через год после выхода. Brown Sugar получил широкое признание и принёс Ди Энджело несколько наград, включая четыре номинации на премию «Грэмми», в том числе за Лучший альбом в стиле R&B на 38-й церемонии вручения премии «Грэмми». Рассматриваемый музыкальными журналистами как ключевой релиз в неосоуле, альбом принёс коммерческую известность этому развивающемуся музыкальному движению на фоне популярности продюсерского, цифрового R&B.

## Отзывы
| Оценки критиков               | Оценки критиков |
| Источник                      | Оценка          |
| ----------------------------- | --------------- |
| AllMusic                      | [ 2 ]           |
| Chicago Tribune               | [ 3 ]           |
| Entertainment Weekly          | A               |
| The Guardian                  | [ 5 ]           |
| MSN Music (Expert Witness)    | A−              |
| NME                           | 9/10            |
| Pitchfork                     | 9.2/10          |
| Rolling Stone                 | [ 9 ]           |
| The Rolling Stone Album Guide | [ 10 ]          |
| Spin                          | 8/10            |

Brown Sugar был высоко оценен современными музыкальными критиками. Мартин Джонсон из Chicago Tribune похвалил сплав Д’Анджело «элементов Принса, Смоки Робинсона начала 70-х и пост-вудстокских Sly and the Family Stone». New Musical Express написал, что «даунбитовый мир Ди Энджело размывает границы…, перечеркивая следы жанровой игры». Кристофер Джон Фарли из журнала Time отметил, что строгое звучание альбома напоминает о музыкальной атмосфере 1970-х годов, но обновлено для слушателей 1990-х. В своей рецензии для Vibe Джеймс Хантер написал, что он «полон решимости придать таким дохип-хоповым формам, как блюз, соул, госпел и джаз, вибрацию середины 90-х» и «населяет свои песни со странных ракурсов, без безостановочного ушного шоу в стиле Вандросса».

## Награды и номинации
Альбом Brown Sugar получил номинацию премию «Грэмми» за Лучший альбом в стиле R&B на 38-й церемонии вручения премии «Грэмми», также были номинации на за лучшее мужское вокальное исполнение в стиле ритм-н-блюз за песню «Brown Sugar» (и в 1997 за песню «Lady») и за лучшую R&B-песню за песню «Brown Sugar».
В 2020 году Rolling Stone поместил альбом на 183 место в обновленном список 500 величайших альбомов всех времен.

## Список композиций
| №   | Название                             | Автор(ы)                                 | Продюсеры                      | Длительность |
| --- | ------------------------------------ | ---------------------------------------- | ------------------------------ | ------------ |
| 1.  | «Brown Sugar»                        | Ди Энджело, Али Шахид Мухаммад           | Ди Энджело, Али Шахид Мухаммад | 4:22         |
| 2.  | «Alright»                            | Ди Энджело                               | Ди Энджело, Bob Power          | 5:13         |
| 3.  | «Jonz in My Bonz»                    | Ди Энджело, Энджи Стоун                  | Ди Энджело                     | 5:56         |
| 4.  | «Me and Those Dreamin' Eyes of Mine» | Ди Энджело                               | Ди Энджело, Bob Power          | 4:46         |
| 5.  | «Sh★t, Damn, Motherf★cker»           | Ди Энджело                               | Ди Энджело, Bob Power          | 5:14         |
| 6.  | «Smooth»                             | Ди Энджело, Luther Archer                | Ди Энджело, Bob Power          | 4:19         |
| 7.  | «Cruisin · »                         | Смоки Робинсон, Marvin Tarplin           | Ди Энджело                     | 6:24         |
| 8.  | «When We Get By»                     | Ди Энджело                               | Ди Энджело                     | 5:44         |
| 9.  | «Lady»                               | Ди Энджело, Рафаэл Садик                 | Ди Энджело, Рафаэл Садик       | 5:46         |
| 10. | «Higher»                             | Ди Энджело, Luther Archer, Rodney Archer | Ди Энджело, Bob Power          | 5:28         |

## Чарты
| Чарт (1995—1996)                       | Высшая позиция |
| -------------------------------------- | -------------- |
| Нидерланды (Album Top 100)             | 66             |
| Новая Зеландия (RMNZ)                  | 47             |
| Великобритания (UK Albums Chart)       | 57             |
| Великобритания (UK R&B Albums Chart)   | 10             |
| США (Billboard 200)                    | 22             |
| США (Billboard Top R&B/Hip-Hop Albums) | 4              |

## Сертификации
| Регион                                                      | Сертификация | Продажи    |
| ----------------------------------------------------------- | ------------ | ---------- |
| Великобритания (BPI)                                        | Золотой      | 100 000^   |
| США (RIAA)                                                  | Платиновый   | 1 000 000^ |
| ^ Данные о тиражах приведены только на основе сертификации. |              |            |